# كيفن مريديث
كيفن مريديث (بالإنجليزية: Kevin Meredith)‏ هو مصور بريطاني، ولد في 1978 في فولكستون ‏ في المملكة المتحدة.

## وصلات خارجية
- الموقع الرسمي